# Tuyền Khẩu
Tuyền Khẩu (漩口镇) là một trấn thuộc Châu tự trị dân tộc Khương và Tạng A Bá, huyện Vấn Xuyên, tỉnh Tứ Xuyên, Cộng hòa Nhân dân Trung Hoa. Tuyền Khẩu giáp hương Ma Khê của thành phố cấp huyện Đô Giang Yển, Thủy Ma, Bạch Hoa, Ánh Tú.
Trấn này có 11 thôn hành chính, dân số nông nghiệp là 6175 người, dân số phi nông nghiệp là 5955 người.
Tuyền Khẩu nằm ở độ cao từ 844-2113 so với mực nước biển. Diện tích trấn này là 39.64 ki-lô-mét vuông. Nhiệt độ trung bình năm là 14,4℃, lượng mưa trung bình năm là 1300mm。